# Eudonia oenopis
Eudonia oenopis là một loài bướm đêm trong họ Crambidae.